# Gens Carisia
La gens Carisia fue una familia de la antigua Roma durante la segunda mitad del siglo I a. C. El miembro más famoso de la gens fue Tito Carisio, que derrotó a los Astures en Hispania y tomó su ciudad principal, Lancia, c. 25 a. C. pero como consecuencia de su crueldad e insolencia, los Astures volvieron a tomar las armas en el 22.
Hay una moneda en la que se identifica a Tito Carisio como triumvir monetalis, y otra que menciona a Publio Carisio, como legatus y propraetor, junto con la palabra Emerita, aparentemente refiriéndose al pueblo de Augusta Emerita en Lusitania, que el emperador Augusto estableció para el eméritos, veteranos de la guerra en Hispania. De esto se ha conjeturado que el praenomen Tito, asignado al conquistador de los Astures por Dion Casio, debería ser Publio.